# Barleria lawii
Barleria lawii är en akantusväxtart som beskrevs av T. Anders.. Barleria lawii ingår i släktet Barleria och familjen akantusväxter. Inga underarter finns listade i Catalogue of Life.

## Bildgalleri

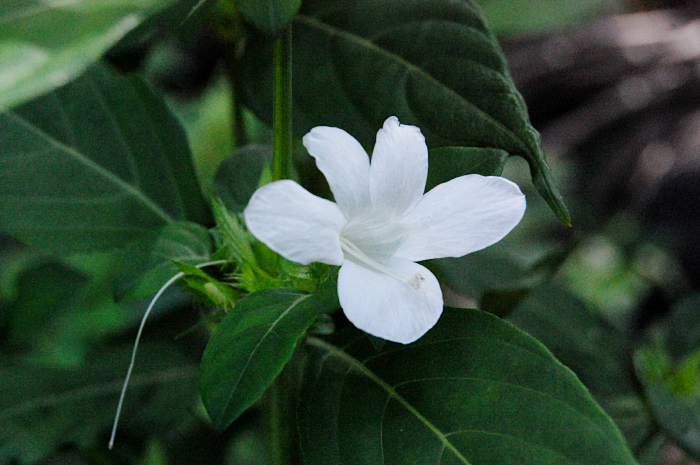